# Omega Andromedae
Omega Andromedae (48 Andromedae) é uma estrela na direção da constelação de Andromeda. Possui uma ascensão reta de 01h 27m 39.09s e uma declinação de +45° 24′ 25.0″. Sua magnitude aparente é igual a 4.83. Considerando sua distância de 92 anos-luz em relação à Terra, sua magnitude absoluta é igual a 2.57. Pertence à classe espectral F5IV.